# Neumünster
Neumünster este un oraș  în landul Schleswig-Holstein, Germania. Are statut administrativ de district urban. 

## Personalități marcante
- Torsten Haß, scriitor și bibliotecar
- Christa Meves, scriitoare și psiholoagă

1. ↑  Alle politisch selbständigen Gemeinden mit ausgewählten Merkmalen am 31.12.2018 (4. Quartal) (în germană), Statistisches Bundesamt[*], arhivat din original la 10 martie 2019, accesat în 10 martie 2019
2. ↑  GeoNames